# Tony Grimshaw
Anthony „Tony“ Grimshaw (* 8. Dezember 1957 in Manchester) ist ein ehemaliger englischer Fußballspieler.

## Karriere
Grimshaw schloss sich bereits während seiner Schulzeit 1972 Manchester United an, Mitte 1974 unterschrieb er einen Vertrag als Apprentice (dt. Auszubildender), stieg aber bereits im Dezember 1974 zum Profi auf. Zu Beginn der Saison 1975/76, United war gerade erst wieder in die First Division aufgestiegen, spielte er noch in der dritten Mannschaft, im September 1975 kam er bei einem 2:1-Erfolg im League Cup gegen den FC Brentford per Einwechslung erstmals in der ersten Mannschaft zum Einsatz, einen Monat später debütierte er bei einem 2:1-Auswärtssieg gegen Leeds United auch in der Liga. Im Februar 1976 brach sich Grimshaw in einem Spiel der Reserve gegen Aston Villa das Bein, fiel durch die Verletzung für die nächsten zwei Spielzeiten aus und fand in der Folge nicht mehr zu seiner Form. Nach einem einmonatigen Leihaufenthalt im Oktober 1978 beim irischen Klub Ballymena United verließ er United schließlich im Sommer 1979.
Seine Laufbahn setzte er beim AFC Mossley in der Northern Premier League fort, für den Klub bestritt er in der Spielzeit 1979/80 insgesamt 22 Saisonspiele, in der Liga war er beim Gewinn der Meisterschaft vier Mal als Torschütze erfolgreich. Im November 1979 wirkte er beim Erstrundenspiel im FA Cup gegen York City mit (Endstand 2:5), beim Finale um die FA Trophy im Londoner Wembley-Stadion, das mit 1:2 gegen den FC Dagenham verloren wurde, kam er hingegen nicht zum Einsatz.
Nach seiner Fußballerlaufbahn wurde er Polizist bei der Greater Manchester Police.